# Lymeon affinis
Lymeon affinis là một loài tò vò trong họ Ichneumonidae.